# Eda Nur Tulum
Eda Nur Tulum (* 4. Juli 2006) ist eine türkische Sprinterin, die sich auf den 400-Meter-Lauf spezialisiert hat.

## Sportliche Laufbahn
Erste internationale Erfahrungen sammelte Eda Nur Tulum im Jahr 2022, als sie bei den U20-Balkan-Hallenmeisterschaften in Belgrad in 56,56 m die Bronzemedaille über 400 Meter gewann und sich mit der türkischen 4-mal-400-Meter-Staffel in 3:48,82 min die Silbermedaille sicherte. Kurz darauf gewann sie bei den Balkan-Hallenmeisterschaften in Istanbul in 3:46,99 min die Bronzemedaille mit der Staffel hinter den Teams aus Slowenien und Rumänien. Im Juli gewann sie bei den U18-Europameisterschaften in Jerusalem in 53,96 s die Bronzemedaille über 400 Meter und stellte damit einen neuen nationalen U18-Rekord auf. Kurz darauf siegte sie mit 54,41 s beim Europäischen Olympischen Jugendfestival (EYOF) in Banská Bystrica über 400 Meter und verpasste in der Sprintstaffel (1000 Meter) mit 2:22,56 min den Finaleinzug. Im August gewann sie bei den Islamic Solidarity Games in Konya mit 3:35,24 min die Silbermedaille in der Frauenstaffel und sicherte sich zudem in der Mixed-Staffel in 3:22,90 min die Bronzemedaille hinter den Teams aus Bahrain und Marokko. Im Jahr darauf belegte sie bei der 1. Liga der Team-Europameisterschaft, die im Zuge der Europaspiele in Chorzów stattfand, in 53,52 s den siebten Platz im B-Lauf über 400 Meter und wurde in der Mixed-Staffel in 3:20,01 min Sechste. Anschließend gewann sie beim EYOF in Maribor in 53,32 s die Silbermedaille über 400 Meter und verpasste mit der Sprintstaffel mit 2:13,10 min den Finaleinzug. Im August belegte sie bei den U20-Europameisterschaften in Jerusalem in 53,45 s den sechsten Platz. 2024 gewann sie bei den Balkan-Hallenmeisterschaften in Istanbul in 54,9 s die Silbermedaille hinter der Rumänin Alexandra Uță und siegte mit der Staffel in 3:46,80 min. Im Mai gewann sie bei den U23-Mittelmeer-Meisterschaften in Ismailia in 54,61 s die Bronzemedaille hinter ihrer Landsfrau Sıla Koloğlu und Anastasia Rapti aus Griechenland. Kurz darauf belegte sie bei den Balkan-Meisterschaften in Izmir in 3:40,25 min den fünften Platz im Staffelbewerb. Im Jahr darauf siegte sie in 54,77 s über 400 Meter bei den U20-Balkan-Hallenmeisterschaften in Sofia und belegte mit der Staffel in 3:55,86 min den vierten Platz. Kurz darauf belegte sie bei den Balkan-Hallenmeisterschaften in Belgrad in 54,45 s den vierten Platz über 400 Meter und gewann mit der Staffel in 3:40,99 min die Bronzemedaille hinter den Teams aus Slowenien und Kroatien. Ende Juni wurde sie bei der 2. Liga der Team-Europameisterschaft in Maribor in 3:21,72 min Sechste im A-Lauf in der Mixed-Staffel. Anschließend schied sie bei den World University Games in Bochum mit 55,55 s in der ersten Runde über 400 Meter aus und verpasste mit der Mixed-Staffel mit 3:29,80 min den Finaleinzug. Daraufhin kam sie bei den U20-Europameisterschaften in Tampere mit 55,86 s ebenfalls nicht über den Vorlauf über 400 Meter hinaus und schied mit der Frauenstaffel mit 3:43,35 min in der Vorrunde aus.
2024 wurde Tulum türkische Meisterin im 400-Meter-Lauf im Freien sowie 2023 und 2024 in der Halle.

## Persönliche Bestleistungen
- 400 Meter: 53,32 s, 26. Juli 2023 in Maribor (türkischer U20-Rekord)
  - 400 Meter (Halle): 54,02 s, 18. Februar 2024 in Istanbul